# Ecsigo Kazuo
Ecsigo Kazuo (Mie, 1965. december 28. –) japán válogatott labdarúgó.

## Nemzeti válogatott
A japán válogatottban 6 mérkőzést játszott, melyeken 1 gólt szerzett.

## Statisztika
| Japán válogatott | Japán válogatott | Japán válogatott |
| Időszak          | Mérk.            | gól              |
| ---------------- | ---------------- | ---------------- |
| 1986             | 3                | 0                |
| 1987             | 3                | 1                |
| Összesen         | 6                | 1                |